# Smilosicyopus
A Smilosicyopus a csontos halak (Osteichthyes) főosztályának a sugarasúszójú halak (Actinopterygii) osztályába, ezen belül a sügéralakúak (Perciformes) rendjébe, a gébfélék (Gobiidae) családjába és a Sicydiinae alcsaládjába tartozó nem.

## Rendszertani besorolásuk
Egyes rendszertani besoroló szerint ez a nem, a Sicyopus nem egyik alneme. Azonban a FishBase szerint, a Smilosicyopus-fajok önálló nemet alkotnak.

## Rendszerezés
A nembe az alábbi 7 faj tartozik:
- Smilosicyopus bitaeniatus (Maugé, Marquet & Laboute, 1992)
- Smilosicyopus chloe (Watson, Keith & Marquet, 2001)
- Smilosicyopus fehlmanni (Parenti & Maciolek, 1993)
- Smilosicyopus leprurus (Sakai & Nakamura, 1979) - típusfaj
- Smilosicyopus mystax (Watson & Allen, 1999)
- Smilosicyopus pentecost (Keith, Lord & Taillebois, 2010)
- Smilosicyopus sasali (Keith & Marquet, 2005)